# Nathalie De Vos
Nathalie De Vos (Gent, 9 december 1982) is een Belgische langeafstandsloopster, met als specialiteit de 5000 m en de 10.000 m. Hiernaast was ze ook succesvol als veldloopster en werd zij tweemaal Belgisch kampioene in deze discipline.

## Biografie

### Eerste succes
De Vos volgde een opleiding voor medisch secretaresse. Als cadet was ze al een getalenteerd atlete en zette ze mooie prestaties neer. Zo liep ze op de 1500 m een tijd van 5,06 min. In 2004 behaalde ze haar eerste succes door Belgisch kampioene te worden op de halve marathon.

### Internationale toernooien
In 2006 vertegenwoordigde De Vos haar land op de Europese kampioenschappen in Göteborg op de 10.000 m. Hierop werd ze tiende in een PR van 31.45,94. Op de wereldkampioenschappen van 2007 in Osaka eindigde ze op een elfde plaats, nadat ze de eerste 5000 meter het tempo had bepaald. Ze kwalificeerde zich hiermee voor de Olympische Spelen van 2008 in Peking, waarna ze van plan was om een overstap naar de marathon maken. Op 13 april 2008 werd ze tiende op de 10.000 m bij de Europacup-wedstrijden in het Turkse Istanboel. De overwinning ging naar de Turkse Elvan Abeylegesse (31.36,23).
Op de Spelen van Peking werd ze op de 10.000 m 24e in een beste seizoenprestatie van 32.33,45. Deze wedstrijd werd gewonnen door de Ethiopische Tirunesh Dibaba met een verbetering van het olympisch record tot 29.54,66.

### Stressfractuur
Kort na de Olympische Spelen openbaarde zich bij De Vos een stressfractuur in haar voet, waardoor haar training tot begin 2009 moest worden afgestemd op herstel van deze blessure. Vervolgens deden zich, nadat haar voet was genezen, vanaf maart andere blessureproblemen voor. Haar plan om zich op de marathon te richten moest hierdoor worden uitgesteld en zo veranderde 2009 in een jaar waarin hersteltrainingen de boventoon voerden. Het doel werd vervolgens om voldoende conditie terug te krijgen, zodat die overstap nadien alsnog kon worden gemaakt. Ten slotte wisselde zij aan het eind van de zomer van trainer: Yves Demeulemeester zal haar voortaan begeleiden.
In november 2006 werd Nathalie De Vos lid van AC Hulshout. Hiervoor zat ze bij de clubs Vilvoorde AC en Stax. Op 8 januari 2007 werd ze beroepsatlete in het Belgische leger.

## Belgische kampioenschappen
| onderdeel      | jaar       |
| -------------- | ---------- |
| 5000 m         | 2005       |
| halve marathon | 2004       |
| veldlopen      | 2006, 2007 |

## Persoonlijke records
| Onderdeel | Prestatie | Datum            | Plaats   |
| --------- | --------- | ---------------- | -------- |
| 1500 m    | 4.21,24   | 1 juli 2006      | Oordegem |
| 3000 m    | 9.18,01   | 2004             |          |
| 5000 m    | 15.22,68  | 12 augustus 2006 | Göteborg |
| 10.000 m  | 31.22,80  | 17 mei 2007      | Utrecht  |

## Palmares

### 5000 m
- 2005: 6e Europacup - 16.20,33
- 2006: 11e EK - 15.22,68

### 10.000 m
- 2003: 10e EK U23 - 34.43,11
- 2006: 6e Europacup - 32.36,84
- 2006: 10e EK - 31.45,94
- 2007:  Europacup - 32.07,62
- 2007: 11e WK - 32.38,60
- 2008: 10e Europacup - 33.10,76
- 2008: 24e OS - 32.33,45

### halve marathon
- 2004:  BK AC - 1:20.09

### veldlopen
- 2001: 72e EK junioren - 12.21
- 2003: 92e WK (korte afstand) - 15.27
- 2005: 58e WK (lange afstand) - 30.08
- 2006: 7e EK - 25.34
- 2007: 13e EK - 27.40